# Rimersburg
Rimersburg is een plaats (borough) in de Amerikaanse staat Pennsylvania, en valt bestuurlijk gezien onder Clarion County.

## Demografie
Bij de volkstelling in 2000 werd het aantal inwoners vastgesteld op 1051.
In 2006 is het aantal inwoners door het United States Census Bureau geschat op 1015, een daling van 36 (-3,4%).

## Geografie
Volgens het United States Census Bureau beslaat de plaats een oppervlakte van
0,9 km², geheel bestaande uit land. Rimersburg ligt op ongeveer 268 m boven zeeniveau.

## Plaatsen in de nabije omgeving
De onderstaande figuur toont nabijgelegen plaatsen in een straal van 16 km rond Rimersburg.